# Рольново
Рольново (пол. Rolnowo) — село в Польщі, у гміні Моронґ Острудського повіту Вармінсько-Мазурського воєводства.
Населення — 82 особи (2011).
У 1975-1998 роках село належало до Ольштинського воєводства.

## Демографія
Демографічна структура станом на 31 березня 2011 року:
|          | Загалом | Допрацездатний вік | Працездатний вік | Постпрацездатний вік |
| -------- | ------- | ------------------ | ---------------- | -------------------- |
| Чоловіки | 50      | 16                 | 30               | 4                    |
| Жінки    | 32      | 4                  | 18               | 10                   |
| Разом    | 82      | 20                 | 48               | 14                   |